# La Meuse (clandestine)
Pour les articles homonymes, voir Meuse.

La Meuse (clandestine) est un journal clandestin qui fut tiré pour la première fois à Liège et devint l'organe du Front wallon pour la libération du pays. Ce premier numéro est tiré à 2 500 exemplaires. Mais en raison de son succès à Liège il crée des chroniques régionales pour Huy, Verviers le Luxembourg et enfin Namur. Il est tiré alors à 28 000 exemplaires. Son premier imprimeur Martin Gysselaer est arrêté et fusillé le 22 mai 1942 dans les fossés de la citadelle à Liège. Un second imprimeur reprend la composition du journal, Marcel Ferauche jusqu'en juin 1942, lequel est à nouveau arrêté, puis guillotiné à Cologne.
Le journal continuera à être édité avec comme sous-titre : Organe du Front wallon pour la libération du pays puis avec les mots suivants ajoutés adhérent au Front de l'indépendance et ensuite comme organe liégeois du FI.